# منتخب الدنمارك للكريكت
منتخب الدنمارك الوطني للكريكت هو ممثل الدنمارك الرسمي في المنافسات الدولية في الكريكت .